# Jardinage biologique

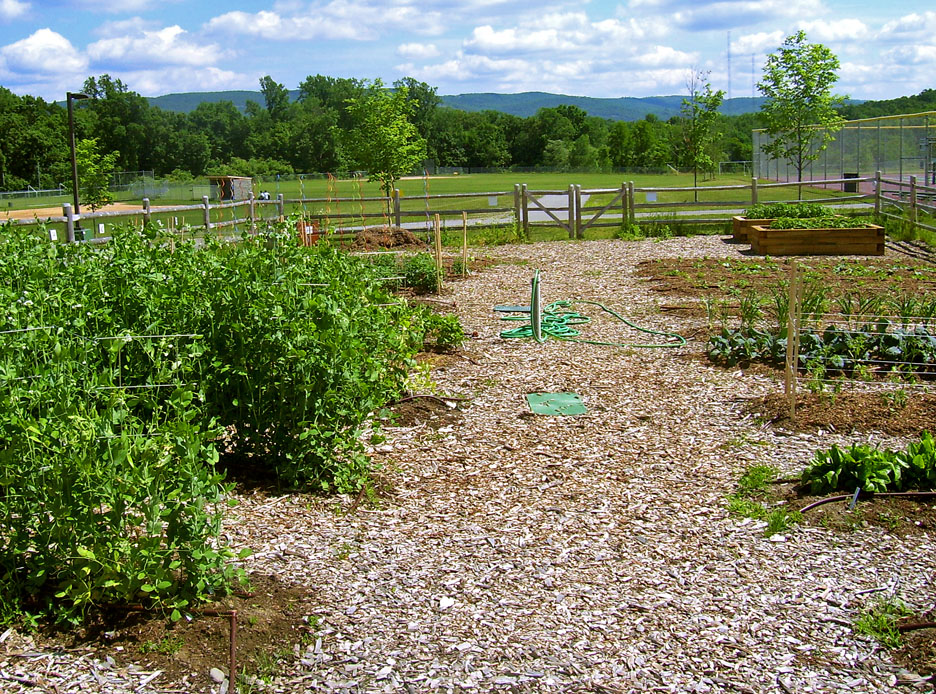
Un jardin biologique.

Le jardinage biologique consiste à appliquer au jardinage les principes de l'agriculture biologique.

## Principes généraux
La principale différence avec l'agriculture biologique réside dans le fait que le jardinage, qui peut n'être qu'une activité de loisirs, est soumis à d'autres contraintes économiques que celles de l'agriculture.
Par rapport au jardinage classique, les principales différences portent sur :
- la suppression des intrants chimiques : pesticides, herbicides, acaricides..., qui outre les problèmes de pollution sont une dépense coûteuse. (Le jardinier amateur a d'ailleurs souvent tendance à forcer sur les doses [réf. souhaitée]. Il faut noter cependant que tous les pesticides ne sont pas accessibles aux jardiniers amateurs, les produits vendus dans les chaînes de distribution grand public étant limités aux moins nocifs.)

- la démarche biologique présente l'avantage de limiter les dépenses à leur strict minimum, essentiellement les outils et les semences. Ces dernières pouvant souvent être produites par le jardinier lui-même.

- les semences devraient, pour respecter les lois en vigueur pour la culture biologique, être issues de l'agriculture biologique (le champ d'application de ces lois ne couvre cependant pas l'activité de jardinage à usage strictement personnel - à vérifier).

- pour la fertilisation, le recours privilégié au compost, c'est-à-dire à l'ensemble des résidus de la culture ou issus de la table (plantes coupées, résidus de consommation légumières... sauf les os qui peuvent cependant être broyés).

## Des méthodes respectueuses de la nature et de la santé
Pour remplacer l'utilisation de produits chimiques, de nombreuses solutions existent :
- Privilégier la lutte biologique ou la lutte intégrée souvent aussi efficace que la lutte chimique et moins toxique pour le consommateur.
- Favoriser les cultures associées pour bénéficier des interactions bénéfiques entre plantes.
- Utilisation du purin d'ortie et autres préparations naturelles.
- Compostage des déchets pour disposer d'un terreau de qualité
- Favoriser le développement des organismes auxiliaires en protection des cultures
- Récupération des eaux de pluie pour économiser l'eau.
- Entretien du sol respectueux du vivant. Les micro-organismes qui vivent en profondeur meurent lorsqu'ils sont ramenés à la surface. Ceux qui ont besoin d'oxygène meurent quand on les enterre. Il convient donc d'aérer la terre sans la retourner.
- Protéger le sol des intempéries en maintenant autant que possible la couverture végétale et en paillant, ce qui aura aussi le bénéfice de limiter les arrosages.